# Ivoris de Bagram
Els ivoris de Bagram són una sèrie de més de mil incrustacions decoratives, tallades en vori i os, i anteriorment unides a mobles de fusta, trobades en excavacions del 1930 a Bagram, Afganistan. Són exemples rars i importants de l'art afganés i indi dels segles I o II, que acrediten els gustos cosmopolites i el mecenatge de les dinasties locals, la sofisticació de l'artesania i l'antic comerç d'articles de luxe.

## Història
L'antiga ciutat de Kapisa, la moderna Bagram, fou la capital estiuenca de l'Imperi kuixan, que s'estenia des del nord de l'Afganistan fins al nord-oest de l'Índia entre els s. I i IV. Bagram, estratègicament situada, dominava dos passos a través de l'Hindu Kush, connectant Bactriana amb el nord de Pakistan.
La Delegació Arqueològica Francesa a Afganistan realitzà excavacions arqueològiques al jaciment entre 1936 i 1940, i hi descobrí dos fortins emmurallats, la Sala 10 i la Sala 13. A dins, hi havia una gran quantitat d'objectes de bronze, alabastre, vidre, monedes i vori, juntament amb restes de mobles i bols de laca xinesa.
Les troballes es dividiren segons un sistema establert per repartir la propietat dels artefactes excavats durant la primera part del s. XX, entre el Museu Guimet i el Museu Nacional de l'Afganistan a Kabul. Quan el Museu de Kabul es tancà al 1978, el parador dels ivoris es perdé i molts articles foren saquejats en la dècada del 1990.
Alguns dels articles furtats es localitzaren al 2004, i un altre grup de vint peces, venudes il·lícitament per antiquaris, es recuperaren més tard i les repatriaren. Després d'un tractament de conservació al Museu Britànic, s'hi exhibiren al 2011.
- Placa decorativa de Begram d'una cadira o tron, vori, c.100 d.C.
- Placa decorativa de Begram d'una cadira o tron, c.100 d.C.
- Suport indi de mobles de vori de Begram, segle i.
- Cofre de vori trobat a Begram.
- Detall d'un cofre de vori, amb un zebú.
- Ornament d'un cofre que representa unes dones jugant amb un ocell.
- Ivori de Bagram

## Tecnologia
El vori i l'os es tallaren en plafons en relleu, sovint formats amb dues o tres tires per fer una sola incrustació. Només l'ivori s'usà per fer-ne també randes.
Després de tallar les superfícies s'allisaven i polien lleument. Les empremtes de color hi sobreviuen, amb pigments vermells i blaus alternats, i ressalten els fons plans amb roig o negre. El pigment mineral vermelló i el colorant orgànic anyil s'hi han dentificat.
Les incrustacions s'adjuntaren al que s'identifiquen com cadires i escambells, amb reblons d'aliatge de coure, per orificis. La fusta s'ha desintegrat, i no se'n sap les espècies ni la font, però les abraçadores metàl·liques en sobreviuen.

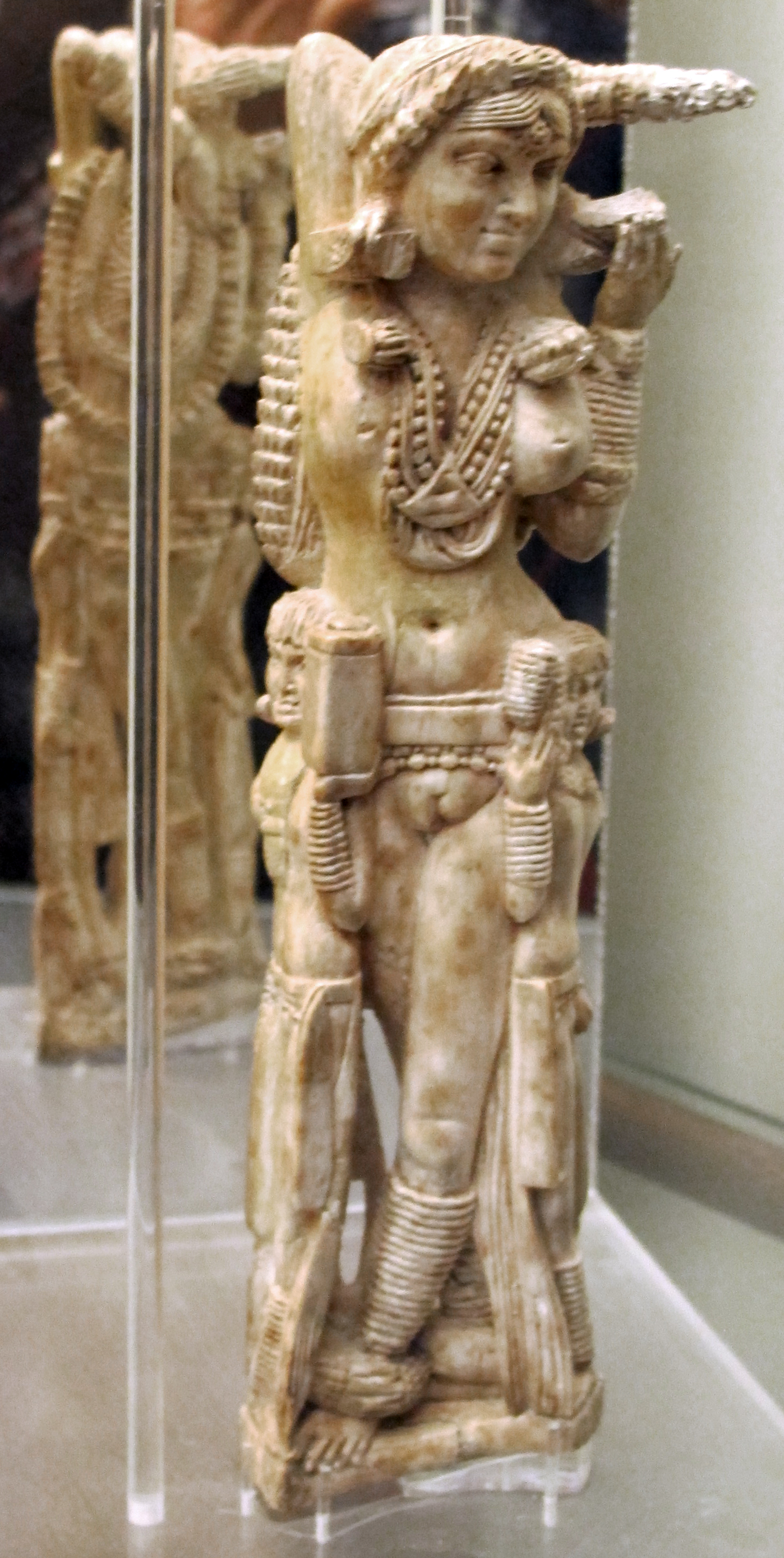
L'art indi també trobà una via cap a Itàlia, en el comerç indoromà: al 1938 es trobà l'escultura Pompeya Lakshmi a les ruïnes de Pompeia.

## Conservació
Els materials orgànics com el vori i l'os són fràgils i propensos a la deterioració ambiental. Per estabilitzar els fragments de vori i alçar-los del sòl, es recobriren amb gelatina i tela. En atrapar la brutícia i contraure's amb el temps, aquests i els posteriors recobriments han causat danys al vori i se n'ha perdut pigmentació. Les esquerdes i trencaments s'han omplert amb una varietat d'adhesius, sense consolidació de la vora, i les diferents reconstruccions han acumulat residus dels tractaments anteriors.
L'anàlisi tècnica efectuada pel Museu Britànic en donà informació sobre els materials i tècniques de producció, condicions actuals, fenòmens de deterioració i intervencions prèvies. El tractament posterior reduí els recobriments previs, i els consolidà usant materials reversibles, amb tonificació posterior.

## Temes
La gamma de motius n'inclou lleons, elefants, ocells, flors, nus femenins, músics, ballarins, adorns personals i telons de fons arquitectònics. Algunes insercions estan inscrites amb marques dels instal·ladors en kharosthi, brahmi i un tercer sistema d'escriptura no identificat.

## Origen i atribució
La raresa dels paral·lelismes ha provocat disputes sobre l'origen i la data dels ivoris, encara que l'estratigrafia suggeriria una data no més tardana del segle ii. L'edifici on es trobaren els ivoris està datat del s. I.
La Pompeya Lakshmi, una cariàtide que és a la Via de l'Abundància de Pompeia amb un símbol de kharosthi marca de l'instal·lador, és una prova més del comerç a llarga distància a l'Índia de mobles decorats amb vori. Això també indicaria que podria haver-se'n originat a la zona nord-occidental de l'Índia i fabricat en tallers locals a la zona de Gandhara.
Per tant, hi ha la possibilitat que aquests ivoris es feren localment a la zona del nord-oest de l'Índia, i haurien d'estar datats de principis del s. I.